# 북오세티야-알라니야 공화국
북오세티야(러시아어: Северная Осетия Severnaya Osetiya[*]; 오세트어: Цæгат Ирыстон/Иристон Cægat Iryston/Iriston), 공식적으로 북오세티야-알라니야 공화국,은 동유럽의 북캅카스에 위치한 러시아의 공화국이다. 남쪽으로는 조지아, 서쪽으로는 러시아 연방의 카바르디노발카리야 공화국, 북쪽으로는 스타브로폴 변경주, 동쪽으로는 체첸 공화국, 남동쪽으로는 인구셰티야 공화국과 접한다. 2021년 인구 조사에 따르면 인구는 687,357명이었다. 공화국의 수도는 캅카스 산맥 기슭에 위치한 블라디캅카스다.
공화국의 인구 거의 대부분(2021년 기준 68.1%)은 공화국과 이웃한 남오세티아의 토착 민족인 이란계 오세트어이다. 오세트어는 중세 알란과 고대 사르마티아계 언어에서 파생된 동이란어군 언어다. 북캅카스의 많은 민족 집단과 달리, 오세트인의 거의 대부분은 기독교도이며, 주로 동방 정교회이다. 인구의 약 30%가 일반적으로 우아츠딘(Уацдин, "참된 신앙")이라고 불리는 오세트 민족 종교를 고수하고 있으며, 상당한 규모의 무슬림 소수 민족이 있다. 이웃 인구셰티야에서 절대다수를 차지하는 민족 러시아인과 인구시인은 공화국에서 상당한 소수 민족을 형성한다.
오세티야 지역의 역사는 8세기에 알라니야 왕국을 건국하고 9세기에 기독교를 받아들인 고대 알란인까지 거슬러 올라간다. 이 왕국은 13세기에 몽골족에게 함락되었다. 1774년에서 1806년까지 오세티야는 천천히 러시아 제국에 편입되었고, 이로 인해 이 지역은 테레크주에 포함된 북부 지역과 티플리스와 쿠타이시주에 포함된 남부 지역으로 나뉘었다. 이러한 분할은 소련 시대까지 지속되었으며, 북오세티야는 러시아 SFSR 내의 산악 자치 소비에트 사회주의 공화국이 되었고, 남오세티야는 조지아 SSR 내의 자치주가 되었다.
소련 해체 이후, 공화국은 북캅카스의 거의 대부분 지역과 마찬가지로 내부 갈등을 겪었다. 1992년, 프리고로드니군에서 오세트인과 주로 무슬림인 인구시인 사이에 짧은 민족 전쟁이 일어났다. 공화국은 체첸 갈등의 여파를 겪었으며, 가장 두드러진 것은 2004년 베슬란 학교 포위전이었다. 러시아가 남오세티야 합병하여 두 지역을 하나의 독립체로 통합하려는 제안은 오늘날까지 존재한다.
오세티야 요리는 오세티야 문화의 필수적인 측면으로 구별된다. 피진(고기 파이)과 같은 오세티야 스타일의 파이는 오세티야 요리의 진수이다. "3개의 파이"라는 개념은 특별한 상징적 의미를 지니고 있으며 태양, 지구, 물을 나타낸다.

## 명칭
소련의 마지막 몇 년 동안, 민족주의 운동이 캅카스 전역을 휩쓸면서, 북오세티아 ASSR의 많은 지식인들은 알란인의 중세 왕국인 알라니야의 이름을 부활시킬 것을 요구했다.
"알라니아"라는 용어는 다양한 기업, TV 채널, 정치 및 시민 단체, 출판사, 축구 팀 등의 이름을 통해 오세티아인의 일상 생활에서 빠르게 인기를 얻었다. 1994년 11월, "알라니야"라는 이름이 공화국의 명칭(북오세티야-알라니야 공화국)에 공식적으로 추가되었다.

## 지리
공화국은 북캅카스에 위치한다. 공화국의 북부는 스타브로폴 평원에 위치한다. 공화국 영토의 22%는 삼림으로 덮여있다.
- 면적: 8,000 제곱킬로미터 (3,100 mi2)
- 국경:
  - 내부: 카바르디노발카리야 공화국 (W/NW/N), 스타브로폴 변경주 (N), 체첸 공화국 (NE/E), 인구셰티야 공화국 (E/SE)
  - 국제: 조지아 (남오세티야; 므츠헤타므티아네티, 라차레치후미와 크베모 스바네티, 시다카르틀리 포함) (SE/S/SW)
- 가장 높은 지점: 카즈베크산 (5,033 미터 (16,512 ft))
- 최대 남북 거리:  130 킬로미터 (81 mi)
- 최대 동서 거리: 120 킬로미터 (75 mi)

### 강
공화국의 모든 강은 테레크강의 유역에 속한다. 주요 강은 다음과 같다.
- 테레크강 (~600 km)
- 우루크강 (104 km)
- 아르돈강 (101 km)
- 캄빌레예프카강 (99 km)
- 기젤돈강 (81 km)
- 피아그돈강
- 순자강 (278 km)

### 산

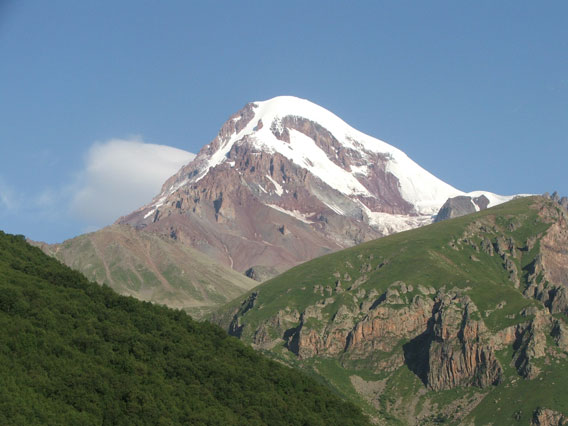
카즈베크산

공화국 영토에 위치한 모든 산은 캅카스의 일부이다. 카즈베크산이 가장 높은 지점(5,033m)이고 지마라산이 2번째로 높다(4,780m).

### 천연 자원
천연 자원에는 광물(구리, 은, 아연), 목재, 미네랄 워터, 수력 발전, 석유 및 가스의 미개발 매장량이 포함된다.
÷== 기후 ===
기후는 적당히 대륙성이다.
- 1월 평균 기온: −5 °C (23 °F)
- 7월 평균 기온: +24 °C (75 °F)
- 연평균 강수량: 평야는 400–700 밀리미터 (16–28 in)이고, 산간은 1,000 밀리미터 (39 in) 이상이다.

## 역사

1060년 캅카스 지역

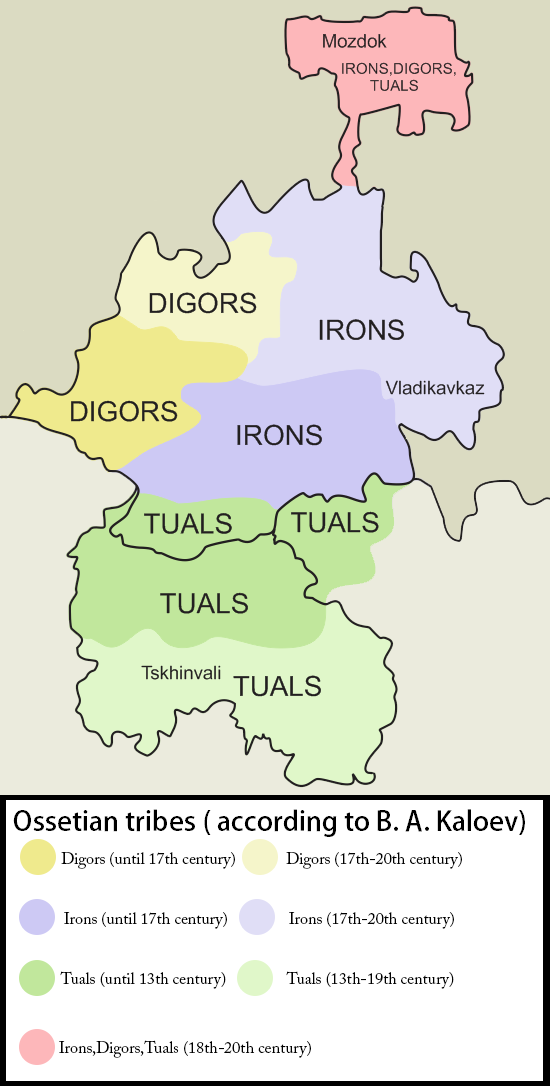
B. A. 칼로예프에 따르면 오세티야 부족(남북 모두).

## 행정 구역

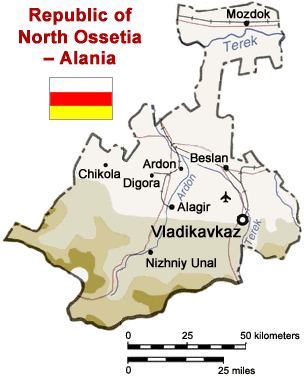
북오세티야 공화국의 지도.

## 주민
북오세티야의 주민들은 오세트어와 러시아어를 쓴다.
인구시인과 아르메니아인 그룹이 거주하고 있다.
오세트인이 65.1 %로 절대 다수를 차지하고, 러시아인(20.8 %), 인구시인(4.0 %), 아르메니아인(2.3 %), 쿠미크인(2.3 %), 조지아인(1.3 %), 우크라이나인(0.4 %), 체첸인(0.3 %) 순으로 되어 있다.
- 인구: 712,980명 (2010년)

| 민족           | 2010년의 인구 수 | 비율   |
| -------------- | ---------------- | ------ |
| 오세트인       | 459,7            | 65.1 % |
| 러시아인       | 147,0            | 20.8 % |
| 인구시인       | 28,3             | 4.0 %  |
| 아르메니아인   | 16,2             | 2.3 %  |
| 쿠미크인       | 16,0             | 2.3 %  |
| 조지아인       | 9,0              | 1.3 %  |
| 우크라이나인   | 3,1              | 0.4 %  |
| 체첸인         | 3,4              |        |
| 카바르딘인     | 2,8              |        |
| 튀르키예인     | 2,8              |        |
| 아제르바이잔인 | 2,4              |        |
| 그리스인       | 2,3              |        |
| 타타르인       | 2,1              |        |
| 한국인         | 1,8              |        |
| 집시           | 1,6              |        |
| 벨라루스인     | 1,0              |        |

| 연도                | 인구    | ±%     |
| ------------------- | ------- | ------ |
| 1926                | 226,033 | —      |
| 1959                | 450,581 | +99.3% |
| 1970                | 552,581 | +22.6% |
| 1979                | 596,921 | +8.0%  |
| 1989                | 634,009 | +6.2%  |
| 2002                | 710,275 | +12.0% |
| 2010                | 712,980 | +0.4%  |
| 2021                | 687,357 | −3.6%  |
| Source: Census data |         |        |

## 교육
북캅카스 기술대학교와 북오세티야 대학교, 북오세티야 의학 아카데미가 블라디캅카스에 위치해 있다.

## 종교
오세트인들은 12세기~13세기 사이 조지아인들에 의해 정교회로 개종하여 거의 대부분 정교를 믿고 있지만, 북오세티야 공화국에 약 550명 거주하는 하위 민족인 디고르(Digor)인들은 카바르디인을 따라 이슬람교를 믿고 있다.

## 문화
북오세티야-알라니야에는 6개의 전문 극장이 있으며 오세티야 주립 필하모니아에도 있다.

## 갤러리

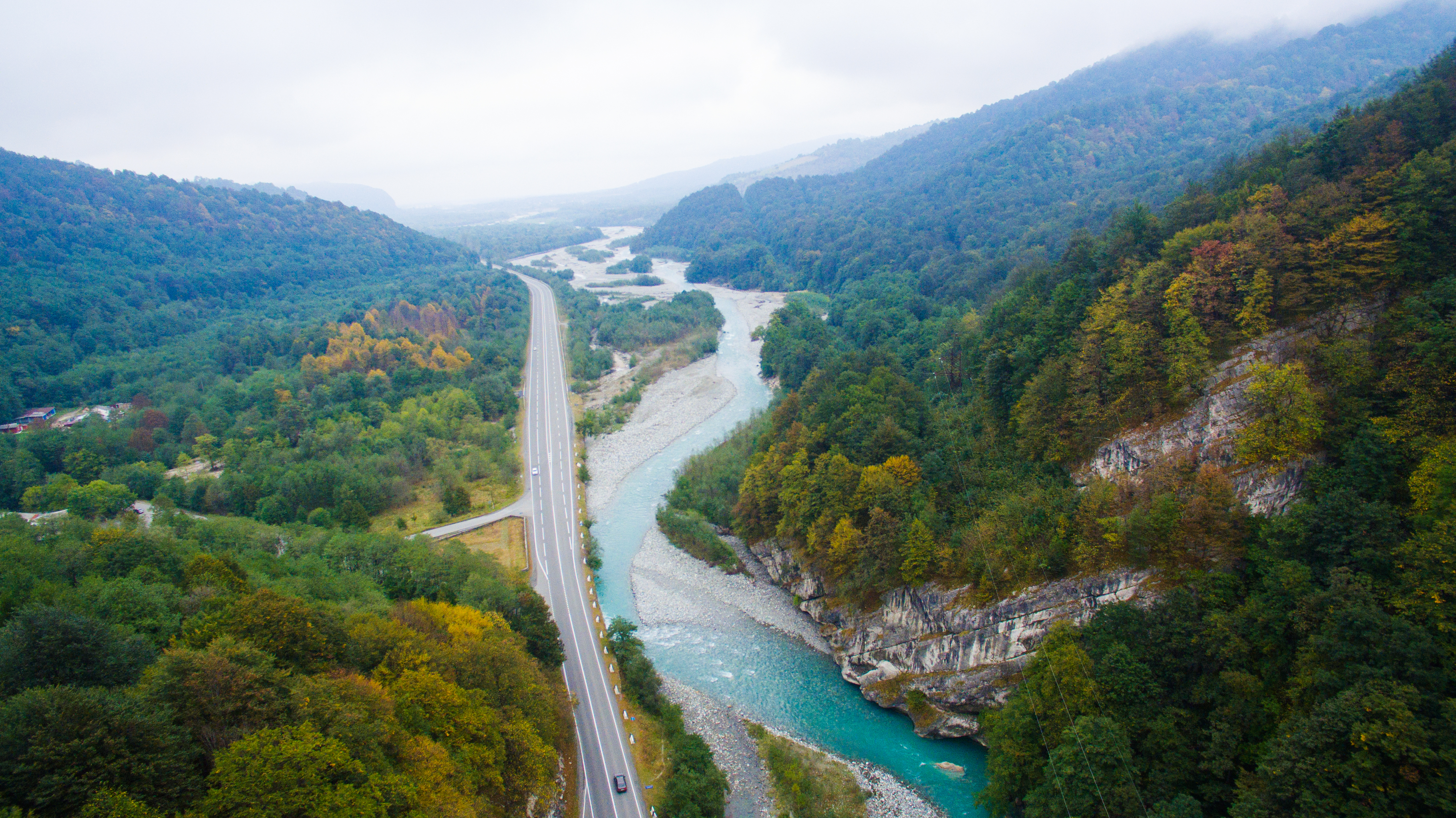
캅카스 고속도로
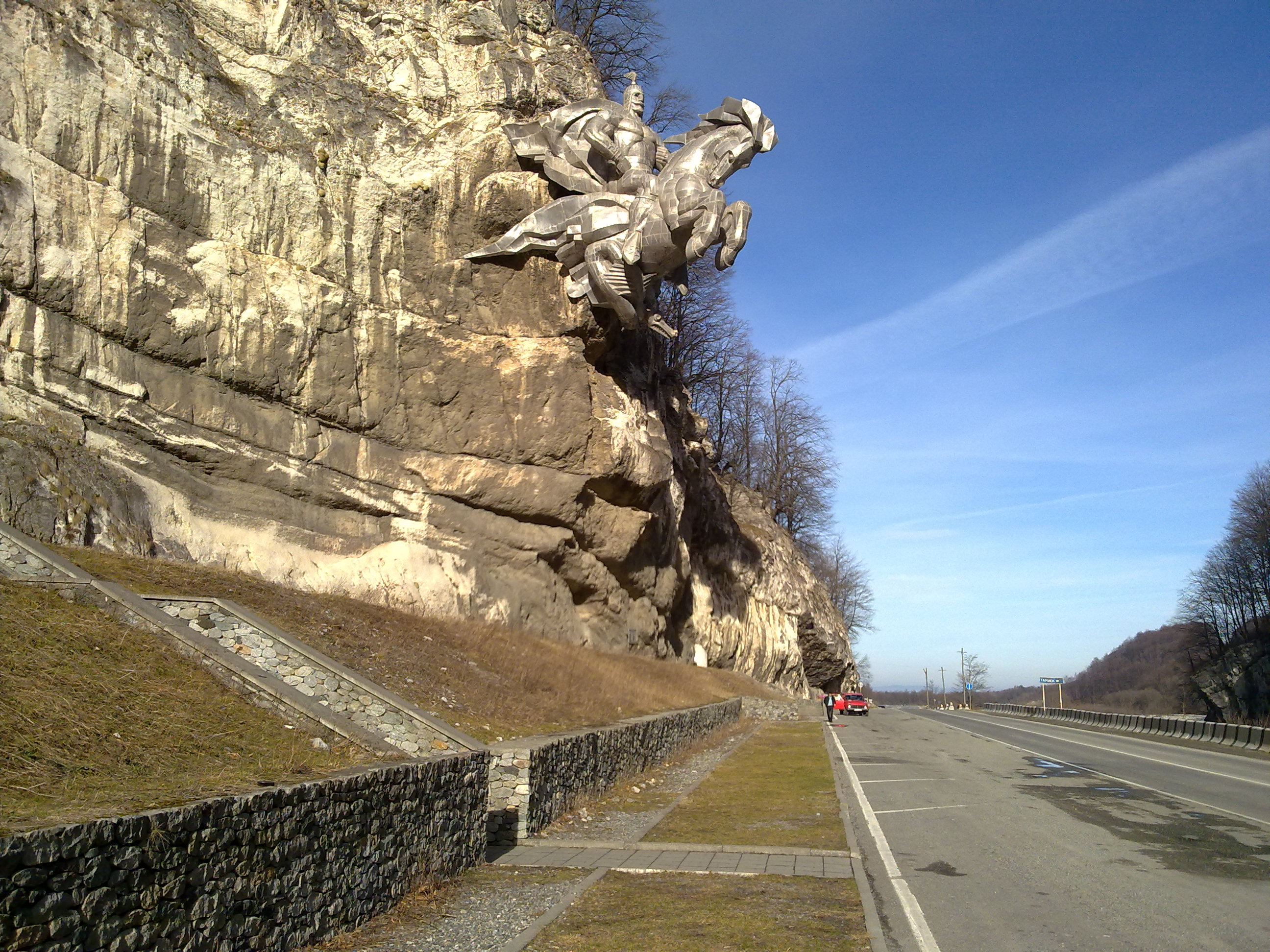
우아스티르지를 기리는 조각 우아스티르지
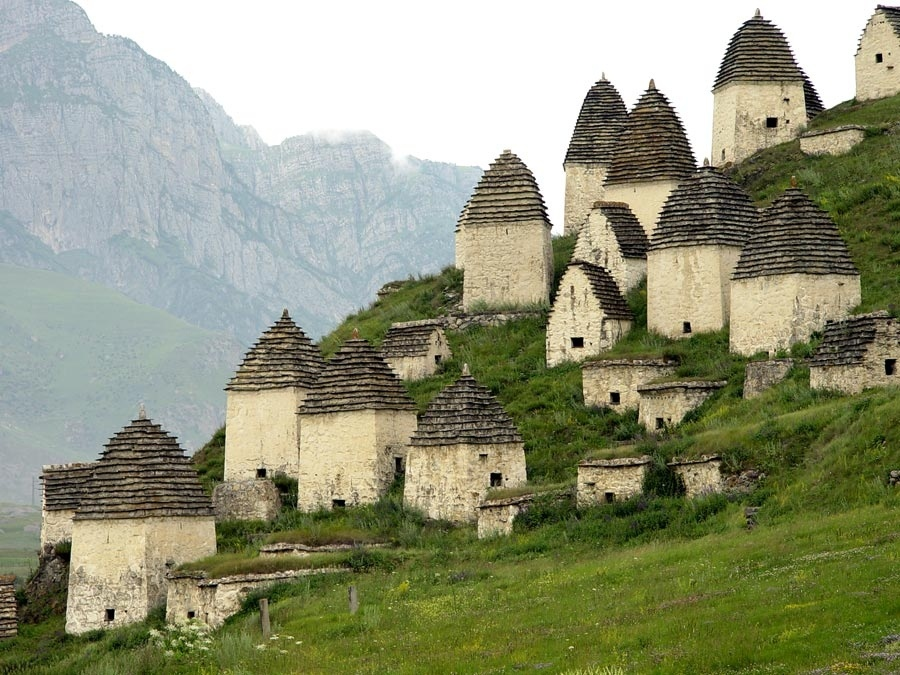
정착지 근처의 네크로폴리스 다르가브스
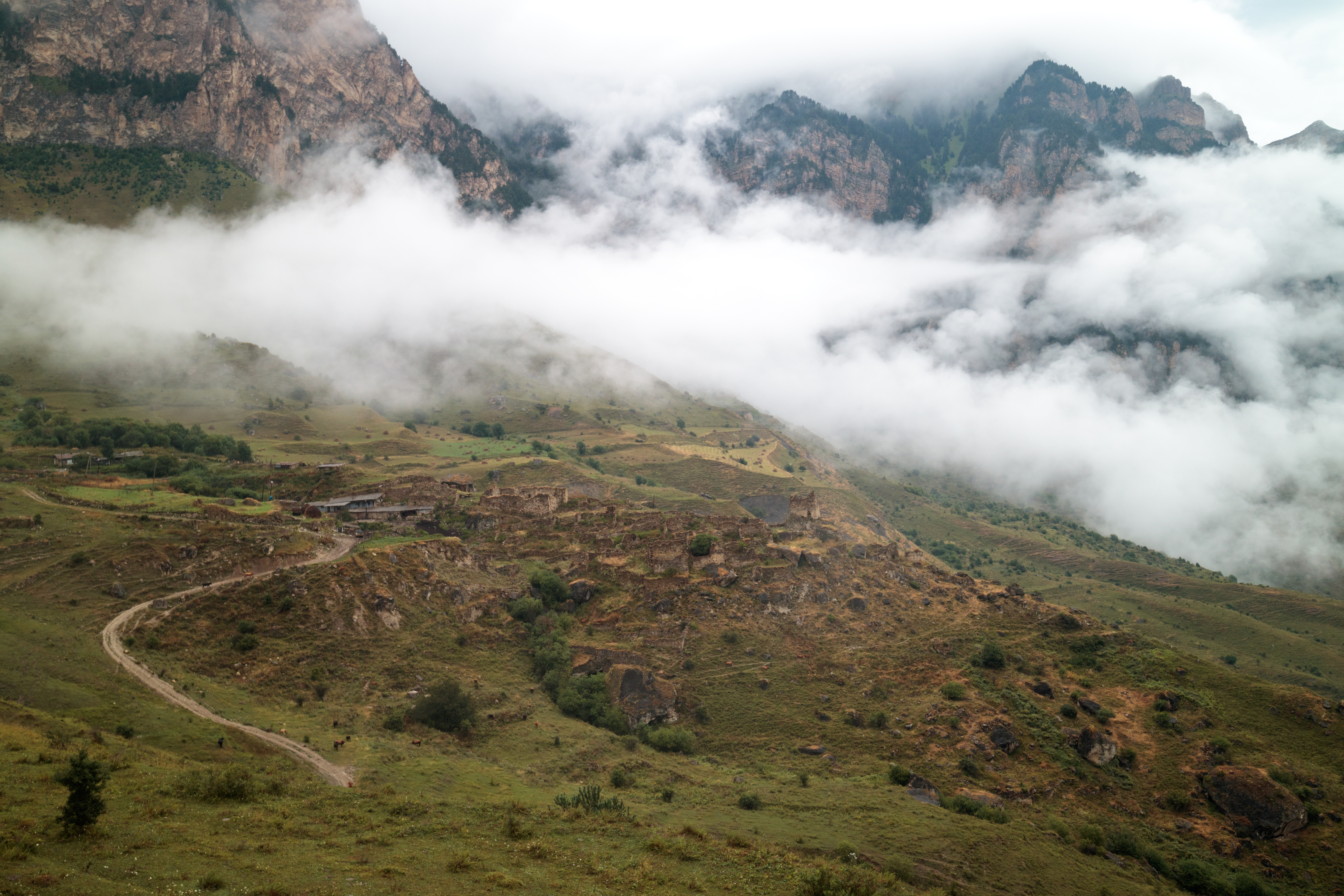
북오세티야의 풍경
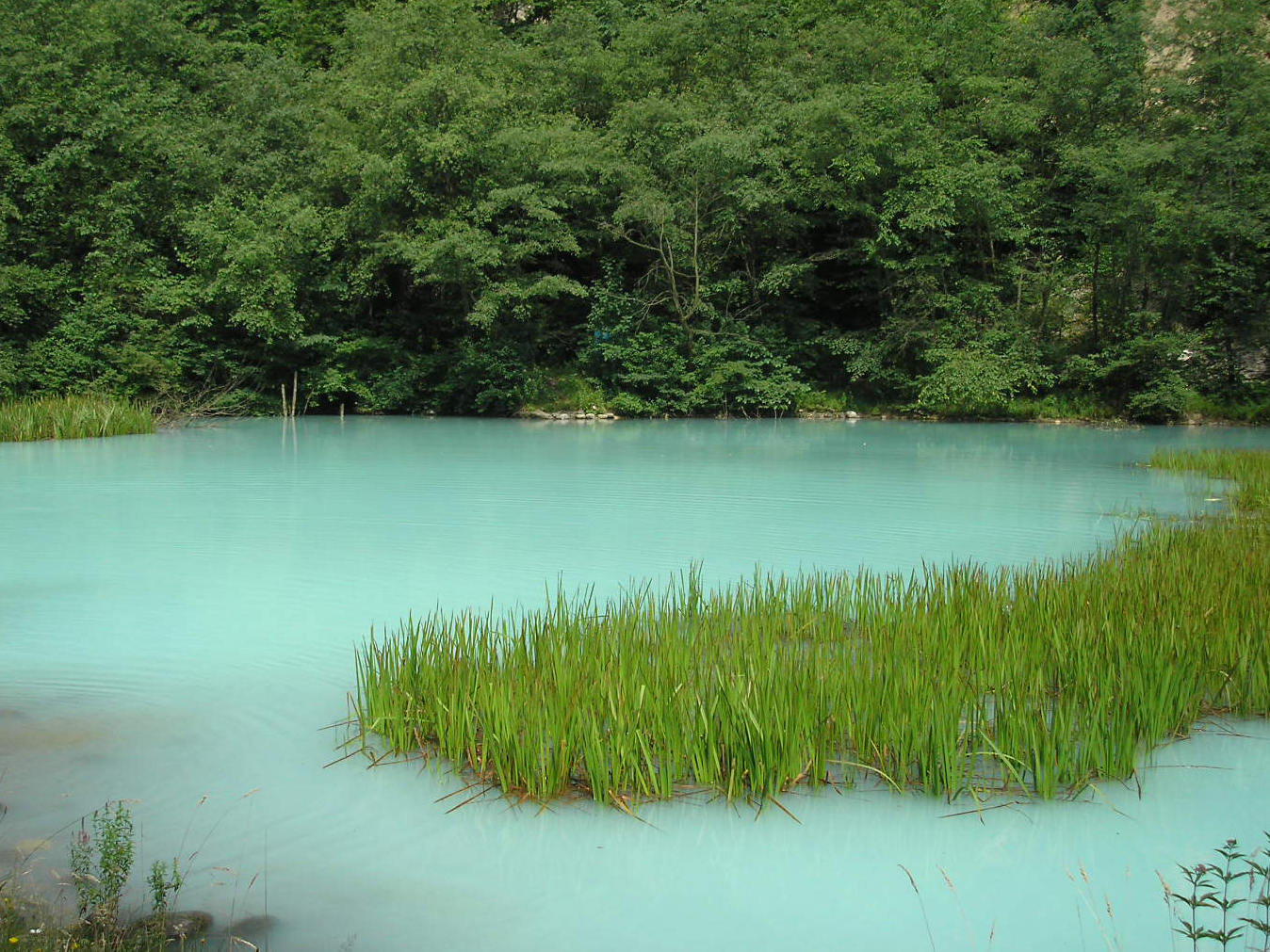
강 협곡의 광물 호수 아던강

## 같이 보기
- 남오세티야
- 코스타 케타쿠로프
- 오세티야 찬가
- 스티르 닉스